# Pedrabranca Futebol Clube
O Pedrabranca Futebol Clube é um clube brasileiro de futebol, da cidade de Alvorada, no Estado do Rio Grande do Sul. Sua antiga nomenclatura era RS Futebol Clube.
Seu estádio é a Morada dos Quero-queros, com capacidade para abrigar dois mil espectadores.
Em 2012, o estádio Morada dos Quero-Queros foi alugado ao Internacional, causando o fechamento da escolinha e do Plantel Júnior do time. Atualmente o clube está licenciado das competições estaduais.
O clube era uma sociedade do atual presidente do Pedra Branca e o ex-treinador e ex-jogador Paulo César Carpegiani. Seu dono é o empresário Valdir de Oliveira Silveira, conhecido como Foguinho. Hoje se encontra licenciado.
O time ganhou um certo destaque ao revelar o zagueiro Thiago Silva, que atua desde 2024 no Fluminense, além dos já aposentados Naldo, ex-zagueiro, e Ederson, ex-meia. Ambos passaram pela Seleção Brasileira, com Thiago Silva sendo titular e capitão na Copa do Mundo FIFA de 2014. Após a passagem pelo RS, os dois primeiros se transferiram para o Juventude de Caxias do Sul e o último para o Internacional, onde ganharam reconhecimento nacional e posteriormente foram contratados por grandes clubes europeus.

Antigo escudo do RS Futebol